# Chabada
Chabada était une émission de télévision française musicale diffusée sur France 3 du 13 septembre 2009 au 23 juin 2013 et présentée par Daniela Lumbroso, accompagnée de Jacques Pessis.

## Étymologie
En jazz, le chabada est le motif rythmique ternaire - typiquement jazz - joué par le batteur sur sa cymbale. Le terme provient de la musique du film Un homme et une femme (1966) de Claude Lelouch.

## Diffusion
L'émission était au départ diffusée tous les dimanches après-midi à 17 h jusqu'en décembre 2009.
À la suite de la montée de l'audience au fil des semaines, France 3 a souhaité changer sa case horaire, car Chabada était en concurrence avec la rediffusion des Experts sur TF1, qui représentait un fort poids d'audience. 
Laurent Cortel, directeur des antennes, songeait au départ à la déplacer après le 19/20, « en sortie de Michel Drucker », une case occupée par la série télévisée Zorro.
Finalement, elle est déplacée à 16 h 5 à compter du 10 janvier 2010, puis à 16 h 25 avant de retrouver sa case d'origine de 17 h.

## Principe
Daniela Lumbroso invite les téléspectateurs à redécouvrir le patrimoine musical français aux côtés de trois invités, représentatifs de trois générations d'artistes d'aujourd'hui. 
Les trois artistes invités choisissent un artiste de référence auquel ils ont envie de rendre hommage. Ils chantent en acoustique ou en live des versions inédites des plus grandes chansons françaises, entourés de 6 talentueux musiciens. 
L’émission a ainsi pour ambition de réunir chanteurs et chansons d'hier et d'aujourd’hui. 
Jacques Pessis raconte par ailleurs sans nostalgie les anecdotes qui ont marqué l’histoire de la chanson française, accompagné par la chanteuse Nathalie Lermitte interprétant la chanson évoquée. La dernière saison, cette rubrique est consacrée à la Saga Piaf .

## Artistes invités
Depuis sa création, de nombreux artistes français sont déjà venus se prêter au jeu de Chabada, parmi lesquels notamment : Hubert-Félix Thiefaine, Patrick Fiori, Jenifer, Sylvie Vartan, Alain Souchon, Pascal Obispo, Lara Fabian, Michel Fugain, La Grande Sophie, Eddy Mitchell, Véronique Sanson, Olivia Ruiz, Julien Doré, Jeane Manson, Caroline Costa, Sylvie Vartan et bien d'autres. En décembre 2012, Céline Dion et Sheila ont été accueillies sur le plateau.

## Audiences
Lors de sa première diffusion, le 13 septembre 2009, l'émission enregistre une audience de 755 300 téléspectateurs et 7,6 % de part de marché. Il s'agit d'un score timide mais néanmoins supérieur à celui des documentaires diffusés à cet horaire la saison précédente. La semaine suivante, le 20 septembre 2009, Chabada est victime d'une érosion d'audience avec moins de 600 000 téléspectateurs au rendez-vous, soit seulement 5,6 % du public présent devant son petit écran. France 3 se fait ainsi devancer par TF1, France 2, M6 et la retransmission en crypté du match de rugby à XV RC Toulon - Stade toulousain sur Canal+.
Les semaines suivantes, l'audience reste stable avec environ 700 000 à 900 000 téléspectateurs chaque dimanche.
Le 15 novembre 2009, l'émission dépasse pour la première fois le million de téléspectateurs. Un nouveau record est enregistré le 29 novembre 2009 avec plus de 1,2 million de téléspectateurs.
Le 6 décembre 2009, l'émission enregistre sa meilleure audience depuis son lancement avec environ 1 300 000 téléspectateurs et 9,5 % de part de marché.
Le 20 décembre 2009, l'émission, spéciale comédies musicales, réalise un record en nombre de téléspectateurs avec environ 1 336 000 présents devant leur petit écran entre 17h00 et 17h55 pour 8,7 % de part de marché.
Le 3 janvier 2010, un nouveau record est franchi avec environ 1,6 million de téléspectateurs et 10,9 % de part de marché.
Le 2 décembre 2012, l'émission autour de Céline Dion permet à Chabada de réaliser une très belle performance avec 1,5 million de téléspectateurs, soit 10,6 % de part de marché.
La toute dernière émission de Chabada diffusée le 23 juin 2013 en fin d'après-midi réunit 1 381 000 téléspectateurs pour 11,6 % du public, un très bon score[réf. nécessaire].

## Collectif de soutien contre l'arrêt de l'émission
En avril 2013, France 3 annonce le non-renouvellement de l'émission pour la saison suivante. À la suite de cette annonce, plus de 60 artistes signent un texte de soutien. Une pétition est en ligne sur Internet lancée par Daniela Lumbroso elle-même. La dernière émission est néanmoins diffusée comme prévu le dimanche 23 juin 2013.
Mais selon jeanmarcmorandini.com,  Rémy Pflimlin a affirmé que "Daniela Lumbroso ne sera pas à l'antenne sur France Télévisions à la rentrée, sur aucune chaîne du groupe". La direction du groupe n'aurait pas vraiment apprécié la tentative de passage en force de l'animatrice et tout particulièrement la pétition lancée pour "sauver Chabada"[réf. nécessaire].